# ダヴィド (トレビゾンド皇帝)
ダヴィド・メガス・コムネノス（ギリシア語: Δαβίδ Μέγας Κομνηνός, David Megas Komnēnos, 1408年頃 - 1463年11月1日）は、トレビゾンド帝国最後の皇帝（在位：1458年 - 1461年）。アレクシオス4世の子で、ヨハネス4世の弟に当たる。
1458年、兄のヨハネス4世が死去したため、後を継いで即位する。しかし、ヨハネス4世の死を契機にオスマン朝は反撃を始めた。
これに対してダヴィドは、白羊朝のウズン・ハサンの支援を背景として、それまでのオスマン朝に対する貢納を停止するなどの強硬策で応じた。しかし、この強硬策にオスマン朝のスルタン・メフメト2世は怒って、白羊朝を攻めてアマスィヤ、カスタモヌ、スィノプを奪取し、フルシッド・ベイ（ウズン・ハサンの伯父）やサラ・ハトゥン（同母）を捕らえて白羊朝の動きを牽制した上で、1461年にトレビゾンドに攻め入った。白羊朝の支援なくしてはオスマン朝に対抗できるはずもなく、ダヴィドは降伏を余儀なくされた。こうして、東ローマ帝国系の最後の王朝として存在していたトレビゾンド帝国は滅亡した。
その後、ダヴィドはイスタンブール、エディルネと連行され、白羊朝との内通を疑ったメフメト2世により、1463年に3人の息子バシレイオス、ゲオルギオス、マヌエルと甥のアレクシオスと共に斬首刑に処された。娘アンナだけが助命され、ハレムに送られた後にザガン・パシャの元に嫁がされた。
2013年7月、コンスタンティノープル総主教庁はダヴィドと息子3人と甥アレクシオスを列聖し、祝日を命日の11月1日と決定した。